# Изложба „Шести београдски Бијенале цртежа и мале пластике” (2003)
Изложба „Шести београдски Бијенале цртежа и мале пластике” се одржала у периоду од 12. до 31. августа 2003. године у Уметничком павиљону „Цвијета Зузорић” у Београду.

## Уметнички савет
Избор радова за изложбу је обавио Уметнички савет Удружења ликовних уметника Србије:
- Милица Жарковић
- Јагода Живадиновић
- Владимир Комад
- Љиљана Мићовић, председник
- Зоран Павловић
- Саво Пековић, заменик председника
- Вера Станарчевић
- Никола Шиндик

## Жири
Добитника награде за цртеж (Александар Рафајловић) и малу пластику (Јелисавета Шобер) је изабрао жири:
- Бојана Бурић
- Владимир Комад
- Љиљана Мићовић
- Саво Пековић
- Слободан Ристић

## Излагачи
1. Драган Алексић
2. Ђорђе Арнаут
3. Срђан Арсић
4. Исак Аслани
5. Божидар Бабић
6. Алан Бећири
7. Милан Блануша
8. Миливоје Богатиновић
9. Радомир Бранисављевић
10. Ненад Брачић
11. Јасминка Бркановић
12. Марија Вауда
13. Љиљана Вранић
14. Срђан Вукајловић
15. Веселин Вукашиновић
16. Никола Вукосављевић
17. Марко Вукша
18. Ратко Вулановић
19. Жарко Вучковић
20. Силвија Гладић
21. Габриел Глид
22. Радмила Граовац
23. Снежана Гроздановић
24. Вјера Дамјановић
25. Миленко Дивјак
26. Драган Димић
27. Марио Ђиковић
28. Стојанка Ђорђић
29. Стојан Ђурић
30. Душица Жарковић
31. Синиша Илић
32. Олга Јанчић
33. Драгана Јаћимовић
34. Александар Јестровић
35. Милена Костић Ничева Јефтић
36. Добротин Зоран Јовановић
37. Драгана Јовчић
38. Душан Јуначков
39. Гордана Каљаловић
40. Драгослав Крнајски
41. Милица Којчић
42. Милинко Коковић
43. Предраг Кочовић
44. Илија Крковић
45. Мирјана Крстевска
46. Бранка Кузмановић
47. Раде Кундачина
48. Славица Лазић
49. Ратко Лалић
50. Радиша Маринковић
51. Душан Марковић
52. Марина Марковић
53. Владан Мартиновић
54. Велимир Матејић
55. Јелена Минић
56. Гордана Мирков
57. Тодор Митровић
58. Миодраг Млађовић
59. Лепосава Сибиновић Милошевић
60. Жељка Момиров
61. Наташа Надеждин
62. Тамара Недељковић
63. Љубица Николић
64. Богдан Павловић
65. Мишко Павловић
66. Ружица Беба Павловић
67. Душан Петровић
68. Драгана Пешић
69. Рајко Попивода
70. Дејан Попов
71. Катарина Поповић
72. Ставрос Поптсис
73. Ивана Прлинчевић
74. Срђан Радојковић
75. Стоја Рађеновић
76. Градимир Рајковић
77. Хана Рајковић
78. Тамара Ракић
79. Јован Ракихић
80. Бранко Раковић
81. Александар Рафајловић
82. Ана Драговић Ристић
83. Слободан Роксандић
84. Душан Русалић
85. Рада Селаковић
86. Драгана Пуача Станаћев
87. Вера Станишић
88. Вера Стевановић
89. Драгана Стевановић
90. Добри Стојановић
91. Невенка Стојсављевић
92. Милорад Ступовски
93. Војислав Танасијевић
94. Томислав Тодоровић
95. Данијела Фулгоси
96. Сава Халугин
97. Невена Јованчић Хахи
98. Предраг Царановић
99. Биљана Црнчанин
100. Миле Шаула